# Танделов, Эльбрус Петрович
Эльбрус Петрович Танделов (1 декабря 1982, Октябрьское, Пригородный район, Северо-Осетинская АССР) — российский футболист, нападающий, полузащитник. Сыграл около трёхсот пятидесяти матчей в кубках и чемпионатах России.

## Карьера
Родился в селе Октябрьское, Пригородный район, Северо-Осетинская АССР. Воспитанник СДЮШОР «Спартак» Владикавказ. Первым клубом на взрослом уровне стал «Алания» (Октябрьское). Затем Танделов перешел в клуб «Моздок» из одноимённого города. В 2003 году стал автором 40 мячей в южной зоне Первенства КФК. Показав приличную статистику мячей, нападающий перешел в крупнейший клуб региона — «Аланию». Здесь футболисту не удалась такая яркая результативность, и через несколько сезонов он покинул клуб. Переход в саранскую «Мордовию» — одна из важнейших вех в карьере Эльбруса. Именно в ней он был ближе всего к игре в высшем дивизионе России — Премьер-Лиге. Но дебютировать Танделову так и не удалось, проведя в историческом для саранского клуба сезоне двадцать пять игр и забив один гол, покинул клуб. В 2013 году воссоединился со своим экс-одноклубник Павлом Дорохиным в «Таганроге» из одноимённого города.
Всего за 16 лет профессиональной карьеры сыграл более 130 матчей в первом дивизионе и более 190 — во втором. В Кубке России сыграл 18 матчей, в том числе выходил на поле в играх против «Москвы» и московского «Динамо».